# 生化危機 聖女密碼
《惡靈古堡 聖女密碼》是卡普空與世嘉共同開發的首個生化危機外傳遊戲。本作由卡普空給予世嘉開發權，交付當時作為世嘉子公司的「Nex Entertainment」為本作全權負責開發，世嘉支援開發人員、卡普空則為監督與協力的角色。
原定計劃作為Dreamcast 獨佔遊戲所開發的作品，後來因世嘉宣佈Dreamcast停產，更取消了本作原定在其他地區的發行，海外只有北美歐洲地區因此最終銷售不乎預期，先後移植到PlayStation 2與任天堂GameCube 。
當時為了配合往後在PlayStation 2上首度移植，遊戲在Dreamcast上增加部分內容後改名為《生化危机 代号：维罗妮卡 完全版》再度推出。2011年，卡普空在Xbox 360和PlayStation 3上推出本作與《生化危機4》的合輯，並將畫質提升。

## 概要
1998年12月，為了尋找哥哥克里斯·雷德菲爾（Chris Redfield）而潛入保護傘公司巴黎研究所的克蕾兒·雷德菲爾（Claire Redfield），因行蹤暴露而遭到逮捕，並被押送到洛克福特島（Rockford Island）的收容所。而這個刑務所是由保護傘公司創始家族之一阿修佛德家族（Ashford）所有，是個與外界隔絕的地方。在此時，島上監獄發生T病毒外洩事件，克蕾兒遇見了史蒂夫·伯恩賽德（Steve Burnside），兩人的亡命之旅就此展開。

## 開發
本作是由當時作為世嘉子公司的Nex Entertainment為開發團隊，世嘉本部支援開發，版權和發行方面則為卡普空負責，為的是世嘉的主機Dreamcast的銷量。

## 登場人物
- 克蕾兒·雷德菲爾（Claire Redfield）

浣熊市事件倖存者之一，為了找尋兄長克里斯，三個月後至保護傘於歐洲的巴黎分部調查不幸被捕，被押至洛克福島。此時發生T病毒外洩事件被釋放出，途中遇見史蒂夫，兩人亡命之旅就此展開。
- 史蒂夫·伯恩賽德（Steve Burnside）

洛克福島的囚犯，個性逞強，因父親洩漏保護傘的機密而全家被捕入獄，母親被殺死，父親被抓去實驗，對於任何人產生不信任。在與克蕾兒逃亡中產生好感，南極篇後半段，被艾莉西亞注入聖女病毒（T-Veronica）變成怪物攻擊克蕾兒，但是以自身意志力反抗艾莉西亞並遭其殺害，其遺體最後被威斯卡所帶走。
- 克里斯·雷德菲爾（Chris Redfield）

浣熊市事件倖存者之一，S.T.A.R.S.成員，自從浣熊市山區洋館事件發現保護傘的陰謀而前往歐洲調查找尋犯罪證據，從里昂得知克蕾兒被囚的消息前往洛克福島救人。
- 亞伯·威斯卡（Albert Wesker）

S.T.A.R.S.隊長，實際上是保護傘的研究員，在洋館地下研究所被暴君所殺後因體內始祖病毒之力量而復活，得到更可怕的能力，一心一意只有要對克里斯復仇。之後加入某組織，被組織要求找尋艾莉西亞，取得聖女病毒。
- 阿爾弗雷德·阿修佛德（Alfred Ashford）

洛克福島的島主，保護傘公司創始人之一艾德華·阿修佛德（Edward Ashford）的孫子，也是現任阿修福特家的當主，脾氣古怪，似乎有多重人格，有時會打扮成自己的妹妹出現。克蕾兒與史蒂夫逃出洛克福島時把搭乘的飛機改變航向飛往南極實驗室追殺他們，在追殺途中被史蒂夫攻擊而掉落冰谷受到重傷，臨死前到南極大廳的實驗室喚醒艾莉西亞後斷氣，其後遺體被塞入培養槽冷凍。在黑暗面編年史中，則被艾莉西亞以未準時喚醒為由，被觸手殺死。
- 艾莉西亞·阿修佛德（Alexia Ashford）

阿爾弗雷德的雙胞胎妹妹，十歲時以優異的成績從大學畢業被保護傘公司招募成為南極實驗室的高階主管，進行著聖女計畫，將始祖病毒注入女王蟻的基因而成功創造出聖女病毒。之後進行人體實驗，先是注入其父親體內失敗後，注入自身並冷凍睡眠15年後成功適應，使自己的血液具有發火能力。瞧不起除自己以外的人，甚至把兄長當成兵蟻，在原版劇情中依然對兄長保有一些感情，在看見兄長去世後，依然憤怒地叫出觸手攻擊正在逃走的克蕾兒和史蒂夫。
- 亞歷山大·阿修佛德（Alexander Ashford）

前任阿修佛德家當主，阿爾弗雷德與艾莉西亞之父，為了復興家族，發起聖女計畫，計畫中被艾莉西亞注入聖女病毒變異成怪物「諾斯拉圖」，被封印在南極實驗室底下。之後脫逃後出現在克蕾兒與史蒂夫面前攻擊他們，擊敗後被艾莉西亞帶走，掛在吊環上冷凍死亡。